# Bolbocești, Gorj
Bolbocești este un sat în comuna Albeni din județul Gorj, Oltenia, România.

## Imagini

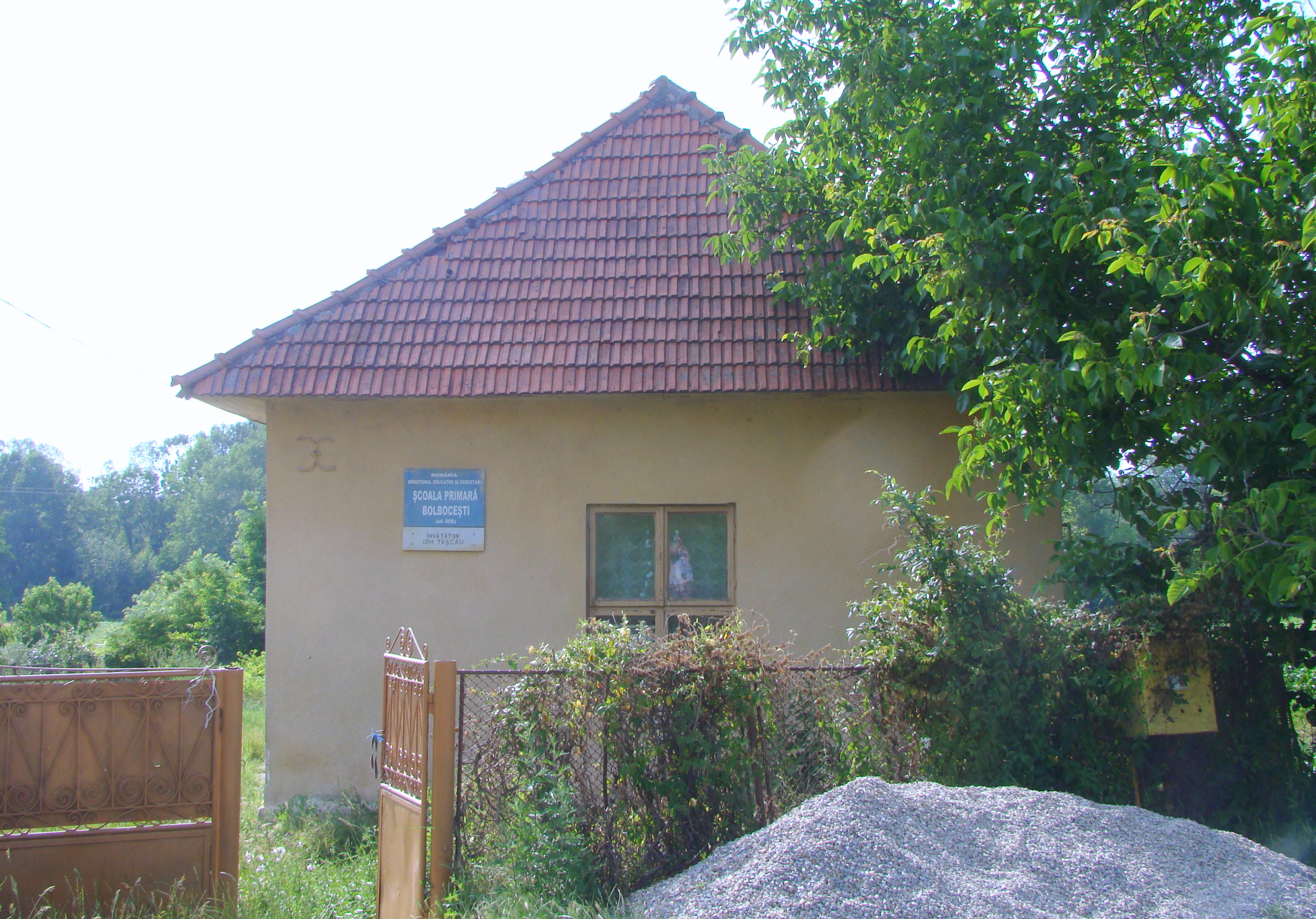
Şcoala primară Bolbocești
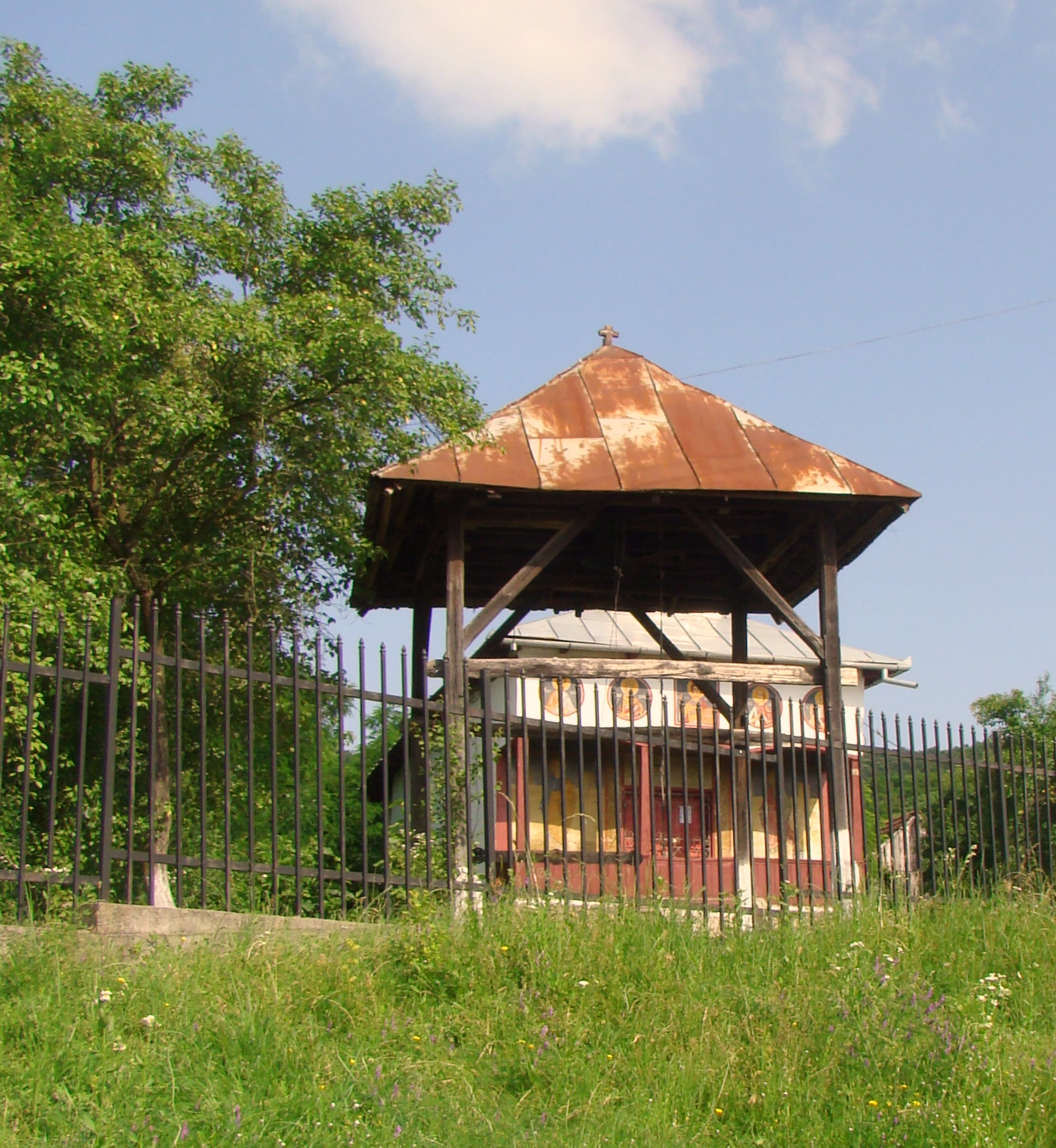
Clopotniţa bisericii

 Acest articol despre o localitate din județul Gorj este deocamdată un ciot. Puteți ajuta Wikipedia prin completarea lui.